# 歩兵第336連隊
歩兵第336連隊（ほへいだい336れんたい、歩兵第三百三十六聯隊）は、大日本帝国陸軍の連隊の一つ。

## 沿革
太平洋戦争末期の1945年（昭和20年）6月10日、第三次兵備により本土決戦に備え新設された第229師団の歩兵連隊の一つとして富山で編成された。富山県西礪波郡津沢町（砺中町を経て現小矢部市）付近にて訓練中に終戦を迎えた。

## 歴代連隊長
| 代 | 氏名     | 在任期間        | 出身校・期 | 備考 |
| -- | -------- | --------------- | ---------- | ---- |
| 1  | 後藤寿文 | 1945.7.1 - 終戦 | 陸士41期   | 中佐 |